# Gare de Jemeppe-Froidmont
La gare de Jemeppe-Froidmont est une ancienne halte ferroviaire belge de la ligne 144, de Gembloux à Jemeppe-sur-Sambre, située sur le territoire de la commune de Jemeppe-sur-Sambre dans la province de Namur en région wallonne.
Mise en service en 1883 par les Chemins de fer de l'État belge, elle ferme en 1993.

## Situation ferroviaire
Établie à 92 m d'altitude, la gare de Jemeppe-Froidmont était située au point kilométrique (PK) 12,90 de la ligne 144, de Gembloux à Jemeppe-sur-Sambre, entre la gare d'Onoz-Spy et celle, ouverte, de Jemeppe-sur-Sambre.

## Histoire
Le point d'arrêt de Jemeppe-Froidmont est mis en service le 1er novembre 1883 par l'administration des chemins de fer de l'État belge sur la ligne de Gembloux à Jemeppe-sur-Sambre datant de 1877.
À une date inconnue, un bâtiment des recettes apparenté aux haltes de plan type 1893 est érigé. Dépourvu de corps de logis à étage et d'aile de service, il se compose d'un unique volume de quatre travées où se trouvait la salle des guichets et le service des bagages et colis. Il a depuis été démoli.
Redevenue un simple point d'arrêt, Jemeppe-Froidmont n'est plus desservie depuis le 26 septembre 1993.
La seconde voie de la ligne 144 est neutralisée 2016 et démontée par la suite.